# Адамин (село)
Адамин (пољ. Adamin) је село у Пољској које се налази у војводству Великопољском у повјату Колском у општини Олшовка.
Од 1975. до 1998. године ово насеље се налазило у Коњињском војводству.